# Farkaždin
Farkaždin (serbisch-kyrillisch Фаркаждин, ungarisch Farkasd) ist ein Ort im serbischen Banat und gehört zum Verwaltungsgebiet der Stadt Zrenjanin.

## Demografie
In Farkaždin leben nach einer Volkszählung aus dem Jahr 2002 insgesamt 1114 volljährige Personen in 439 Haushalten. Das Durchschnittsalter der Einwohner liegt bei 41,7 Jahren (39,9 bei der männlichen und 43,5 bei der weiblichen Bevölkerung). Das Dorf hat eine serbische Mehrheit und verzeichnet eine sinkende Einwohnerzahl.
| Bevölkerungsentwicklung |           |
| Jahr                    | Einwohner |
| 1948                    | 1775      |
| 1953                    | 1821      |
| 1961                    | 1778      |
| 1971                    | 1743      |
| 1981                    | 1662      |
| 1991                    | 1568      |
| 2002                    | 1386      |

## Persönlichkeiten

### Söhne und Töchter der Stadt
- Ljubomir Živkov, Journalist und Kolumnist
- Duško Epifanić (* 1945), Sportschütze